# Un estiu per recordar
Un estiu per recordar (originalment en anglès, Summer Villa) és una pel·lícula de televisió estatunidenca de 2016 dirigida per Pat Kiely. La versió doblada al català es va emetre per primer cop el 22 d'agost de 2021 a TV3.

## Sinopsi
A la novel·lista romàntica supervendes, la Terry Russel, no li ve la inspiració. S'acaba de divorciar i està cuidant sola a la seva filla adolescent. La seva editora, la Leslie Everston, li organitza una reunió amb el seu germà, en Matthew, un famós xef i propietari d'un popular restaurant de Nova York. La reunió és un fiasco. En Matthew es comporta com un seductor inconstant i la Terry li dona un sermó. A sobre, un crític despietat sopa el mateix vespre al restaurant d'en Matthew i surt decebut per la seva cuina sense ànima. Tan bon punt l'endemà es publica la crítica al diari, el restaurant d'en Matthew es buida i els seus inversors l'abandonen. Per la seva banda, la Terry s'assabenta per la Leslie que si no acaba el seu proper llibre com més aviat millor, perdrà el seu contracte d'edició.

## Repartiment
- Hilarie Burton: Terry Russell
- Victor Webster: Matthew Everston
- Emorphia Margaritis: Abby
- Jocelin Haas: Jean-Luc
- Cristina Rosato: Leslie
- Brittany Drisdelle: Dianne
- Kasia Malinowska: Nadia
- Joseph Bellerose: René-Claude
- Kalinka Petrie: Robyn
- Rebecca Windheim: Jessica
- Tyrone Benskin: Dominic Barone